# María Rosa Verdú Alonso
Maria Rosa Verdú Alonso (Elx, 14 d'abril de 1946) és una política i sindicalista valenciana.
Estudià Magisteri i dret, però treballà com a empleada de banca al Banco de Bilbao, tot fundant el sector de banca del sindicat UGT i ocupant la secretaria de premsa de la secció local de 1975 a 1979.
Inicialment, fou una de les fundadores del Partido Socialista Popular a Elx, però decebuda amb Enrique Tierno Galván l'abril de 1977 va ingressar al PSOE. Fou secretària de l'Agrupació Socialista d'Elx el 1979-1985 i membre de l'executiva del PSPV-PSOE. A les eleccions municipals espanyoles de 1979 fou escollida regidora de l'ajuntament d'Elx i diputada provincial d'Alacant. També formà part del plenari que el 1981 aprovà l'Estatut de Benicàssim.
Fou candidata socialista per la província d'Alacant a les eleccions generals espanyoles de 1979, tot i que no fou escollida fins a les de 1982. No es presentà a la reelecció el 1986 i el 1987 ocupà la regidoria d'educació i cultura de l'Ajuntament d'Elx, així com la presidència del Patronat del Misteri d'Elx fins a 2006, i de 1997 a 2012 directora del Museu de la Festa d'Elx.